# Platanthera deflexilabella
Platanthera deflexilabella là một loài thực vật thuộc họ Orchidaceae. Đây là loài đặc hữu của tỉnh Tứ Xuyên của Trung Quốc.